# الدوري الأوروبي 2022–23
الدوري الأوروبي 2022–23 (بالإنجليزية: 2022–23 UEFA Europa League)‏ الموسم الثاني والخمسين من بطولة أوروبا الثانوية لأندية كرة القدم الدوري الأوروبي المنظمة من طرف يويفا، والموسم الثالث عشر منذ تغيير اسم البطولة من كأس الاتحاد الأوروبي إلى الدوري الأوروبي.
أقيمت النهائي في بوشكاش أرينا في مدينة بودابست في المجر. ويتأهل الفائز بالدوري الأوروبي 2022–23 مباشرة إلى مرحلة مجموعات دوري أبطال أوروبا 2023–24، كما يتأهل لمواجهة الفائز بدوري أبطال أوروبا 2022–23 في كأس السوبر الأوروبي 2023.
هذا الموسم الثاني منذ موسم 1998–99 (آخر موسم أقيمت فيه بطولة كأس الكؤوس الأوروبية) تُنظِّم فيه اليويفا ثلاث بطولاتِ أنديةٍ رئيسية (دوري أبطال أوروبا والدوري الأوروبي ودوري المؤتمر الأوروبي حديثِ النشأة). نتيجة لذلك فقد أُجريت تغييرات كبيرة على نظام الدوري الأوروبي. فقد خُفض عدد الفرق المشاركة في دور المجموعات من 48 إلى 32 فريقًا، كما انخفض عدد الفرق المشاركة في التصفيات بشكل كبير. لم يعد دور الـ32 يشمل سوى الفرق التي أَنْهت في المركز الثاني في مجموعتها وفرقِ المركز الثالث القادمة من دوري الأبطال. أمَّا الفرق التي تُنْهي في المركز الأول في مجموعتها فتتأهل مباشرةً إلى دور الـ16.
في 24 يونيو 2021، وافق الاتحاد الأوروبي لكرة القدم على اقتراح إلغاء قانون أهداف خارج الديار في جميع مسابقات أندية الاتحاد الأوروبي، والتي تم استخدامها منذ عام 1965. لذلك، إذا كان الفريقان يسجلان نفس عدد الأهداف الإجمالية في مباراة الذهاب والإياب، فلن يتم تحديد الفائز في التعادل بعدد الأهداف خارج الأرض التي سجلها كل فريق، ولكن دائمًا بـ 30 دقيقة من الوقت الإضافي، وإذا كان الاثنان سجلا نفس عدد الأهداف في الوقت الإضافي، سيتم تحديد الفائز بركلات الترجيح.
حقق إشبيلية الإسباني لقب البطولة للمرة السابعة في تاريخه بعد فوزه في المباراة النهائية على روما الإيطالي بركلات الترجيح بعد انتهاء الوقتين الأصلي والإضافي بالتعادل 1-1.

## التواريخ والجداول
تلعب مباريات البطولة أيام الخميس ما عدا النهائي يقام يوم الأربعاء. في دور المجموعات تبدأ المباريات الساعة 18:45 و 21:00 بتوقيت وسط أوروبا وفي بعض الحالات الساعة 16:30 لظروف جغرافية.
نظراً لتوقيت كأس العالم 2022 في قطر الذي يقام في الفترة بين 20 نوفمبر و 18 ديسمبر 2022 فلُعبت مباريات دور المجموعات في الفترة من الأسبوع الأول من سبتمبر إلى الأسبوع الأول من نوفمبر لتنتهي بالكامل قبل موعد كأس العالم.
| جدول مباريات الدوري الأوروبي 2022–2023 | جدول مباريات الدوري الأوروبي 2022–2023 | جدول مباريات الدوري الأوروبي 2022–2023 | جدول مباريات الدوري الأوروبي 2022–2023 | جدول مباريات الدوري الأوروبي 2022–2023 |
| المرحلة                                | الدور                                  | تاريخ القرعة                           | مباراة الذهاب                          | مباراة الإياب                          |
| -------------------------------------- | -------------------------------------- | -------------------------------------- | -------------------------------------- | -------------------------------------- |
| التصفيات                               | جولة التصفيات الثالثة                  | 18 يوليو 2022                          | 4 أغسطس 2022                           | 11 أغسطس 2022                          |
| الأدوار الأولية                        | الدور الاول                            | 2 أغسطس 2022                           | 18 أغسطس 2022                          | 25 أغسطس 2022                          |
| دور المجموعات                          | الجولة الأولى                          | 26 أغسطس 2022                          | 8 سبتمبر 2022                          | 8 سبتمبر 2022                          |
| دور المجموعات                          | الجولة الثانية                         | 26 أغسطس 2022                          | 15 سبتمبر 2022                         | 15 سبتمبر 2022                         |
| دور المجموعات                          | الجولة الثالثة                         | 26 أغسطس 2022                          | 6 أكتوبر 2022                          | 6 أكتوبر 2022                          |
| دور المجموعات                          | الجولة الرابعة                         | 26 أغسطس 2022                          | 13 أكتوبر 2022                         | 13 أكتوبر 2022                         |
| دور المجموعات                          | الجولة الخامسة                         | 26 أغسطس 2022                          | 27 أكتوبر 2022                         | 27 أكتوبر 2022                         |
| دور المجموعات                          | الجولة السادسة                         | 26 أغسطس 2022                          | 3 نوفمبر 2022                          | 3 نوفمبر 2022                          |
| الأدوار النهائية                       | دور خروج المغلوب                       | 7 نوفمبر 2022                          | 16 فبراير 2023                         | 23 فبراير 2023                         |
| الأدوار النهائية                       | دور الـ16                              | 24 فبراير 2023                         | 9 مارس 2023                            | 16 مارس 2023                           |
| الأدوار النهائية                       | ربع النهائي                            | 17 مارس 2023                           | 13 أبريل 2023                          | 20 أبريل 2023                          |
| الأدوار النهائية                       | نصف النهائي                            | 17 مارس 2023                           | 11 مايو 2023                           | 18 مايو 2023                           |
| الأدوار النهائية                       | النهائي                                | 17 مارس 2023                           | 31 مايو 2023 في بوشكاش أرينا، بودابست  | 31 مايو 2023 في بوشكاش أرينا، بودابست  |

## جولة التصفيات الثالثة
أقيمت قرعة جولة التصفيات الثالثة في 18 يوليو 2022. حيث لُعبت مباريات الذهاب يوم 4 أغسطس 2022 ومباريات العودة يومين 9 و 11 أغسطس 2022.
الفائز في مجموع المبارتين يتأهل إلى الأدوار الأولية والخاسر ينتقل إلى الأدوار الأولية من دوري المؤتمر الأوروبي على حسب مساره.
| الفريق الأول | إجم.         | الفريق الثاني     | مباراة الذهاب | مباراة الإياب |
| ------------ | ------------ | ----------------- | ------------- | ------------- |
| نادي مالمو   | 5–2          | إف91 دوديلانج     | 3–0           | 2–2           |
| شامروك روفرز | 5–2          | شكوبي             | 3–1           | 2–1           |
| لينفيلد      | 0–5          | زيورخ             | 0–2           | 0–3           |
| أولمبياكوس   | 3–3 (4–3 ج.) | سلوفان براتيسلافا | 1–1           | 2–2 (ب.و.إ.)  |
| ماريبور      | 0–3          | هلسنكي            | 0–2           | 0–1           |

| الفريق الأول | إجم. | الفريق الثاني | مباراة الذهاب | مباراة الإياب |
| ------------ | ---- | ------------- | ------------- | ------------- |
| أيك لارنكا   | 4–3  | نادي بارتيزان | 2–1           | 2–2           |
| فنربخشة      | 4–1  | نادي سلوفاكو  | 3–0           | 1–1           |

## الأدوار الأولية
أقيمت قرعة الأدوار الأولية في 2 أغسطس 2022. حيث لُعبت مباريات الذهاب يوم 18 أغسطس ومباريات العودة يوم 25 أغسطس 2022.
الفائز في مجموع المبارتين يتأهل إلى دور المجموعات والخاسر ينتقل إلى دور المجموعات في دوري المؤتمر الأوروبي.
| الفريق الأول      | إجم.         | الفريق الثاني      | مباراة الذهاب | مباراة الإياب |
| ----------------- | ------------ | ------------------ | ------------- | ------------- |
| دنيبرو-1          | 1–5          | أيك لارنكا         | 1–2           | 0–3           |
| غينت              | 0–4          | أومونيا            | 0–2           | 0–2           |
| أوستريا فيينا     | 1–6          | فنربخشة            | 0–2           | 1–4           |
| زيورخ             | 3–1          | هارت أوف ميدلوثيان | 2–1           | 1–0           |
| هلسنكي            | 2–1          | سيلكيبورج          | 1–0           | 1–1           |
| نادي مالمو        | 5–1          | سيفاسبور           | 3–1           | 2–0           |
| فيرينتسفاروشي     | 4–1          | شامروك روفرز       | 4–0           | 0–1           |
| أبولون ليماسول    | 2–2 (1–3 ج.) | أولمبياكوس         | 1–1           | 1–1 (ب.و.إ.)  |
| بيونيك يريفان     | 0–0 (2–3 ج.) | شريف تيراسبول      | 0–0           | 0–0 (ب.و.إ.)  |
| لودوغورتس رازغراد | 4–3          | جالغيريس           | 1–0           | 3–3 (ب.و.إ.)  |

## دور المجموعات
لاتسيو

أقيمت القرعة في 26 أغسطس 2022. قسمت الفرق الـ 32 إلى 8 مجموعات (كل مجموعة تحتوي على 4 فرق) ومن أجل القرعة تم تصنيف الفرق وفقًا لـ معامل اليويفا الخاص بهم ليتم توزيعهم على المجموعات مع مراعاة أن الفرق من نفس الدولة لا يمكن أن يكونوا في نفس المجموعة.
بودو/غليمت، نانت، يونيون برلين ويونيون سان خيلويزي يشاركون لأول مرة في دور المجموعات. يونيون سان خيلويزي يشارك لأول في أي دور مجموعات لبطولة أوروبية.
الـ 32 فريق المشاركون يمثلون 23 دولة مختلفة.

### المجموعة الأولى
| م | الفريق     | لعب | ف | ت | خ | أ.له | أ.ع | أ.ف | نقاط | التأهل                               |
| - | ---------- | --- | - | - | - | ---- | --- | --- | ---- | ------------------------------------ |
| 1 | ارسنال     | 6   | 5 | 0 | 1 | 8    | 3   | +5  | 15   | التأهل إلى دور الـ 16                |
| 2 | آيندهوفن   | 6   | 4 | 1 | 1 | 15   | 4   | +11 | 13   | التأهل إلى دور خروج المغلوب التصفيات |
| 3 | بودو/غليمت | 6   | 1 | 1 | 4 | 5    | 10  | −5  | 4    | الانتقال إلى المؤتمر الأوروبي        |
| 4 | زيورخ      | 6   | 1 | 0 | 5 | 5    | 16  | −11 | 3    |                                      |

### المجموعة الثانية
| م | الفريق      | لعب | ف | ت | خ | أ.له | أ.ع | أ.ف | نقاط | التأهل                               |
| - | ----------- | --- | - | - | - | ---- | --- | --- | ---- | ------------------------------------ |
| 1 | فنربخشة     | 6   | 4 | 2 | 0 | 13   | 7   | +6  | 14   | التأهل إلى دور الـ 16                |
| 2 | ستاد رين    | 6   | 3 | 3 | 0 | 11   | 8   | +3  | 12   | التأهل إلى دور خروج المغلوب التصفيات |
| 3 | أيك لارنكا  | 6   | 1 | 2 | 3 | 7    | 10  | −3  | 5    | الانتقال إلى المؤتمر الأوروبي        |
| 4 | دينامو كييف | 6   | 0 | 1 | 5 | 5    | 11  | −6  | 1    |                                      |

### المجموعة الثالثة
| م | الفريق            | لعب | ف | ت | خ | أ.له | أ.ع | أ.ف | نقاط | التأهل                               |
| - | ----------------- | --- | - | - | - | ---- | --- | --- | ---- | ------------------------------------ |
| 1 | ريال بيتيس        | 6   | 5 | 1 | 0 | 12   | 4   | +8  | 16   | التأهل إلى دور الـ 16                |
| 2 | روما              | 6   | 3 | 1 | 2 | 11   | 7   | +4  | 10   | التأهل إلى دور خروج المغلوب التصفيات |
| 3 | لودوغورتس رازغراد | 6   | 2 | 1 | 3 | 8    | 9   | −1  | 7    | الانتقال إلى المؤتمر الأوروبي        |
| 4 | هلسنكي            | 6   | 0 | 1 | 5 | 2    | 13  | −11 | 1    |                                      |

### المجموعة الرابعة
| م | الفريق             | لعب | ف | ت | خ | أ.له | أ.ع | أ.ف | نقاط | التأهل                               |
| - | ------------------ | --- | - | - | - | ---- | --- | --- | ---- | ------------------------------------ |
| 1 | يونيون سان خيلويزي | 6   | 4 | 1 | 1 | 11   | 7   | +4  | 13   | التأهل إلى دور الـ 16                |
| 2 | يونيون برلين       | 6   | 4 | 0 | 2 | 4    | 2   | +2  | 12   | التأهل إلى دور خروج المغلوب التصفيات |
| 3 | سبورتينغ براغا     | 6   | 3 | 1 | 2 | 9    | 7   | +2  | 10   | الانتقال إلى المؤتمر الأوروبي        |
| 4 | نادي مالمو         | 6   | 0 | 0 | 6 | 3    | 11  | −8  | 0    |                                      |

### المجموعة الخامسة
| م | الفريق          | لعب | ف | ت | خ | أ.له | أ.ع | أ.ف | نقاط | التأهل                               |
| - | --------------- | --- | - | - | - | ---- | --- | --- | ---- | ------------------------------------ |
| 1 | ريال سوسيداد    | 6   | 5 | 0 | 1 | 10   | 2   | +8  | 15   | التأهل إلى دور الـ 16                |
| 2 | مانشستر يونايتد | 6   | 5 | 0 | 1 | 10   | 3   | +7  | 15   | التأهل إلى دور خروج المغلوب التصفيات |
| 3 | شريف تيراسبول   | 6   | 2 | 0 | 4 | 4    | 10  | −6  | 6    | الانتقال إلى المؤتمر الأوروبي        |
| 4 | أومونيا         | 6   | 0 | 0 | 6 | 3    | 12  | −9  | 0    |                                      |

1. 1 2  التعادل في المواجهات المباشرة. فرق الأهداف يستخدم في تحديد الترتيب.

### المجموعة السادسة
| م | الفريق      | لعب | ف | ت | خ | أ.له | أ.ع | أ.ف | نقاط | التأهل                               |
| - | ----------- | --- | - | - | - | ---- | --- | --- | ---- | ------------------------------------ |
| 1 | فاينورد     | 6   | 2 | 2 | 2 | 13   | 9   | +4  | 8    | التأهل إلى دور الـ 16                |
| 2 | ميتييلاند   | 6   | 2 | 2 | 2 | 12   | 8   | +4  | 8    | التأهل إلى دور خروج المغلوب التصفيات |
| 3 | لاتسيو      | 6   | 2 | 2 | 2 | 9    | 11  | −2  | 8    | الانتقال إلى المؤتمر الأوروبي        |
| 4 | شتورم غراتس | 6   | 2 | 2 | 2 | 4    | 10  | −6  | 8    |                                      |

1. 1 2 3 4  التعادل في المواجهات المباشرة. فرق الأهداف يستخدم لتحديد الترتيب. بين فاينورد وميتييلاند، الأهداف المسجلة تستخدم للترتيب.

### المجموعة السابعة
| م | الفريق     | لعب | ف | ت | خ | أ.له | أ.ع | أ.ف | نقاط | التأهل                               |
| - | ---------- | --- | - | - | - | ---- | --- | --- | ---- | ------------------------------------ |
| 1 | فرايبورغ   | 6   | 4 | 2 | 0 | 13   | 3   | +10 | 14   | التأهل إلى دور الـ 16                |
| 2 | نانت       | 6   | 3 | 0 | 3 | 6    | 11  | −5  | 9    | التأهل إلى دور خروج المغلوب التصفيات |
| 3 | قره باغ    | 6   | 2 | 2 | 2 | 9    | 5   | +4  | 8    | الانتقال إلى المؤتمر الأوروبي        |
| 4 | أولمبياكوس | 6   | 0 | 2 | 4 | 2    | 11  | −9  | 2    |                                      |

### المجموعة الثامنة
| م | الفريق              | لعب | ف | ت | خ | أ.له | أ.ع | أ.ف | نقاط | التأهل                               |
| - | ------------------- | --- | - | - | - | ---- | --- | --- | ---- | ------------------------------------ |
| 1 | فيرينتسفاروشي       | 6   | 3 | 1 | 2 | 8    | 9   | −1  | 10   | التأهل إلى دور الـ 16                |
| 2 | موناكو              | 6   | 3 | 1 | 2 | 9    | 8   | +1  | 10   | التأهل إلى دور خروج المغلوب التصفيات |
| 3 | طرابزون سبور        | 6   | 3 | 0 | 3 | 11   | 9   | +2  | 9    | الانتقال إلى المؤتمر الأوروبي        |
| 4 | النجم الأحمر بلغراد | 6   | 2 | 0 | 4 | 9    | 11  | −2  | 6    |                                      |

1. 1 2  النقاط المباشرة :فيرينتسفاروشي 4، موناكو 1

## الأدوار الإقصائية
تلعب الفرق كل دور بنظام الذهاب والعودة ماعدا النهائي فيكون من مباراة واحدة على أرض محايدة مختارة مسبقاً.

### الفرق المتأهلة

#### أصحاب المراكز الأول والثاني في دور المجموعات في الدوري الأوروبي
| المجموعة | المركز الأول (يتأهل مباشرًا إلي دور الـ16) | المركز الثاني (يلعب الدور التمهيدي) |
| -------- | ----------------------------------------- | ----------------------------------- |
| الأولى   | أرسنال                                    | آيندهوفن                            |
| الثانية  | فنربخشة                                   | ستاد رين                            |
| الثالثة  | ريال بيتيس                                | روما                                |
| الرابعة  | يونيون سان خيلويزي                        | يونيون برلين                        |
| الخامسة  | ريال سوسيداد                              | مانشستر يونايتد                     |
| السادسة  | فاينورد                                   | ميتييلاند                           |
| السابعة  | فرايبورغ                                  | نانت                                |
| الثامنة  | فيرينتسفاروشي                             | موناكو                              |

#### أصحاب المركز الثالث في دور المجموعات في دوري أبطال أوروبا
| المجموعة | المركز الثالث (يلعب الدور التمهيدي) |
| -------- | ----------------------------------- |
| الأولى   | أياكس أمستردام                      |
| الثانية  | بايرن ليفركوزن                      |
| الثالثة  | برشلونة                             |
| الرابعة  | سبورتينغ لشبونة                     |
| الخامسة  | ريد بل سالزبورغ                     |
| السادسة  | شاختار دونيتسك                      |
| السابعة  | إشبيلية                             |
| الثامنة  | يوفنتوس                             |

### الدور التمهيدي
| الفريق الأول     | إجم.         | الفريق الثاني     | مباراة الذهاب | مباراة الإياب |
| ---------------- | ------------ | ----------------- | ------------- | ------------- |
| برشلونة          | 3–4          | مانشستر يونايتد   | 2–2           | 1–2           |
| يوفنتوس          | 4–1          | نانت              | 1–1           | 3–0           |
| سبورتينغ لشبونة  | 5–1          | ميتييلاند         | 1–1           | 4–0           |
| شاختار           | 3–3 (5–4 ج.) | رين               | 2–1           | 1–2 (ب.و.إ.)  |
| أياكس            | 1–3          | يونيون برلين      | 0–0           | 1–3           |
| باير 04 ليفركوزن | 5–5 (5–3 ج.) | موناكو            | 2–3           | 3–2 (ب.و.إ.)  |
| إشبيلية          | 3–2          | بي إس في آيندهوفن | 3–0           | 0–2           |
| سالزبورغ         | 1–2          | روما              | 1–0           | 0–2           |

### دور الـ16
| الفريق الأول     | إجم.         | الفريق الثاني            | مباراة الذهاب | مباراة الإياب |
| ---------------- | ------------ | ------------------------ | ------------- | ------------- |
| يونيون برلين     | 3–6          | رويال يونيون سان خيلويزي | 3–3           | 0–3           |
| إشبيلية          | 2–1          | فنربخشة                  | 2–0           | 0–1           |
| يوفنتوس          | 3–0          | فرايبورغ                 | 1–0           | 2–0           |
| باير 04 ليفركوزن | 4–0          | فيرينتسفاروشي            | 2–0           | 2–0           |
| سبورتينغ لشبونة  | 3–3 (5–3 ج.) | أرسنال                   | 2–2           | 1–1 (ب.و.إ.)  |
| مانشستر يونايتد  | 5–1          | ريال بيتيس               | 4–1           | 1–0           |
| روما             | 2–0          | ريال سوسيداد             | 2–0           | 0–0           |
| شاختار دونيتسك   | 2–8          | فاينورد                  | 1–1           | 1–7           |

### دور الـ8
| الفريق الأول     | إجم. | الفريق الثاني            | مباراة الذهاب | مباراة الإياب |
| ---------------- | ---- | ------------------------ | ------------- | ------------- |
| مانشستر يونايتد  | 2–5  | إشبيلية                  | 2–2           | 0–3           |
| يوفنتوس          | 2–1  | سبورتينغ لشبونة          | 1–0           | 1–1           |
| باير 04 ليفركوزن | 5–2  | رويال يونيون سان خيلويزي | 1–1           | 4–1           |
| فاينورد          | 2–4  | روما                     | 1–0           | 1–4 (ب.و.إ.)  |

### الدور قبل النهائي
| الفريق الأول | إجم. | الفريق الثاني    | مباراة الذهاب | مباراة الإياب |
| ------------ | ---- | ---------------- | ------------- | ------------- |
| يوفنتوس      | 2–3  | إشبيلية          | 1–1           | 1–2 (ب.و.إ.)  |
| روما         | 1–0  | باير 04 ليفركوزن | 1–0           | 0–0           |

### النهائي
| إشبيلية                                                           | 1–1 (ب.و.إ.) | روما                                                  |
| ----------------------------------------------------------------- | ------------ | ----------------------------------------------------- |
| - جيانلوكا مانشيني 55' (ه.ذ.)                                     | تقرير        | - باولو ديبالا 35'                                    |
| ركلات الترجيح                                                     |              |                                                       |
| - لوكاس أوكامبوس - إريك لاميلا - إيفان راكيتيتش - غونزالو مونتييل | 4–1          | - برايان كريستانتي - جيانلوكا مانشيني - روجير إيبانيز |

## إحصائيات
الإحصائيات لا تشمل التصفيات والأدوار الأولية.
حُدثت بعد مباريات 3 نوفمبر 2022.

### قائمة الهدافين
| الترتيب | اللاعب           | النادي         | الأهداف | الدقائق في الملعب |
| ------- | ---------------- | -------------- | ------- | ----------------- |
| 1       | فيتور اوليفيرا   | سبورتينغ براغا | 4       | 406               |
| 1       | سانتياغو خيمينيز | فاينورد        | 4       | 173               |

### التمريرات الحاسمة
| الترتيب | اللاعب               | النادي       | التمريرات الحاسمة | الدقائق في الملعب |
| ------- | -------------------- | ------------ | ----------------- | ----------------- |
| 1       | إيفاندر              | ميتييلاند    | 5                 | 514               |
| 2       | أناستازيوس باكاسيتاس | طرابزون سبور | 4                 | 463               |
| 3       | دييغو روسي           | فنربخشة      | 3                 | 249               |
| 3       | لورينزو بيليغريني    | روما         | 3                 | 415               |
| 3       | كودي جاكبو           | آيندهوفن     | 3                 | 370               |
| 3       | لودوفيتش بلاس        | نانت         | 3                 | 495               |
| 3       | خوان ميراندا         | ريال بيتيس   | 3                 | 476               |